# Parodi Ligure
Parodi Ligure là một đô thị thuộc tỉnh Alessandria, vùng Piedmont, Ý.
Parodi Ligure có diện tích 12,5  km², dân số thời điểm 31 tháng 12 năm 2004 là 721 người.